# Ля-бемоль мінор
Ля-бемоль мінор (A-flat minor, as-Moll) — мінорна тональність, тонікою якої є звук ля-бемоль. Гама Ля-бемоль мінор містить звуки: 
ля♭ - сі♭ - до♭ - ре♭ - мі♭ - фа♭ - соль♭
 A♭ - B♭ - C♭ - D♭ - E♭ - F♭ - G♭
Паралельна тональність до-бемоль мажор, однойменний мажор — Ля-бемоль мажор. Ля-бемоль мінор має сім бемолів біля ключа (сі-, мі-, ля-, ре-, соль-, до-, фа-).

## Найвідоміші твори, написані в цій тональності
- І. Стравинский Вступ «Жар-Птиця»

| музика | Це незавершена стаття про музику. Ви можете допомогти проєкту, виправивши або дописавши її. |